# Marvell

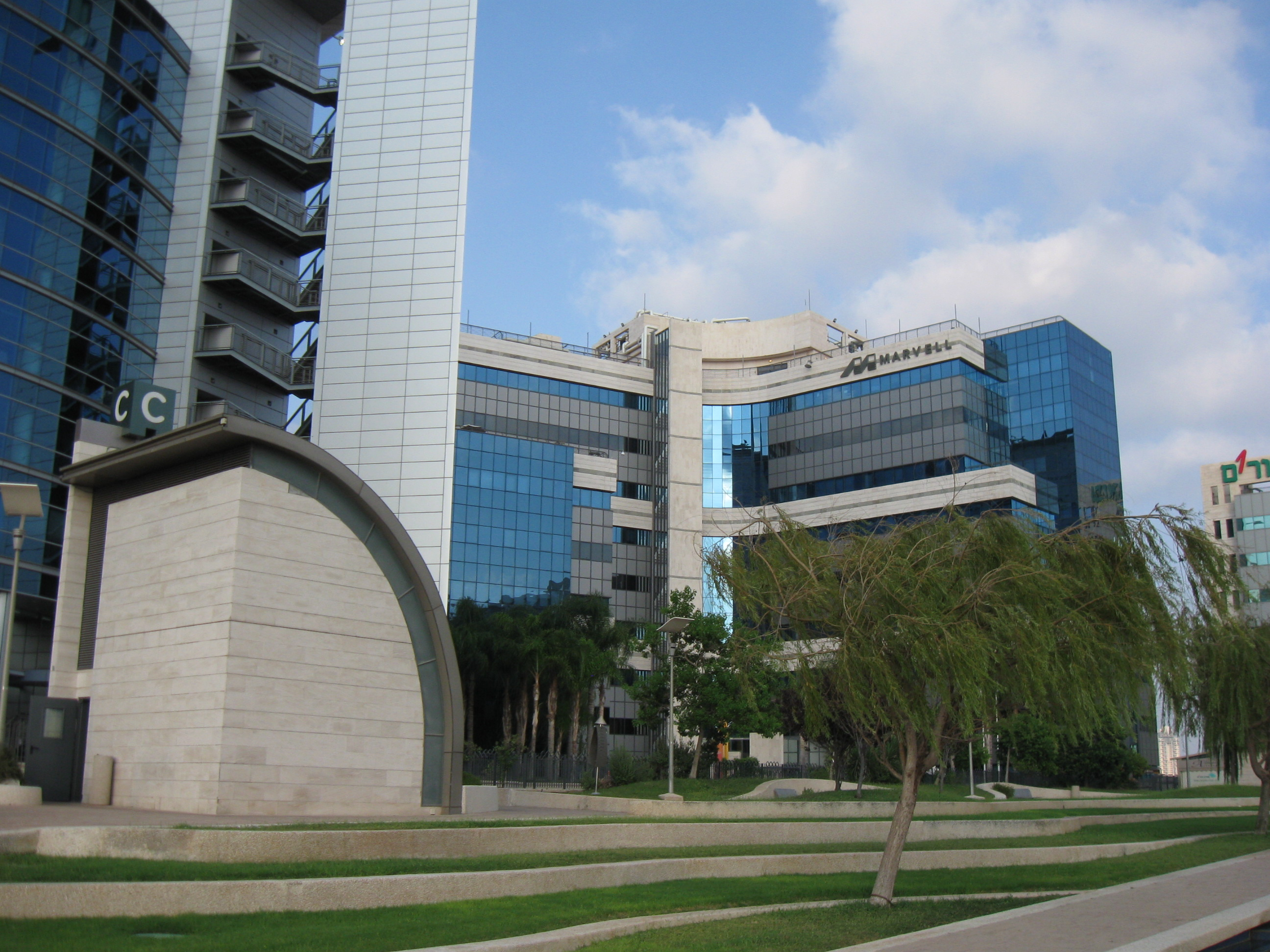
Центр разработки Marvell в Петах-Тикве (Израиль)

Marvell Technology — американская бесфабричная компания, производитель процессоров, микроконтроллеров, телекоммуникационного оборудования и потребительских полупроводниковых приборов.
Основана в 1995 году Сихатом Сутарджей, Вейли Даем и Пантасом Сутарджей. Штаб-квартира расположена в Уилмингтоне (Делавэр), операционный центр — в Санта-Кларе (Калифорния), исследовательские центры и офисы имеются в США, Индии, Израиле, Индии, Тайване, Сингапуре, Китае и Канаде.

## Деятельность
Основное направление разработок — архитектура микропроцессоров и систем на кристалле, интегральных схем для цифровой обработки сигналов, цифрового оборудования для мобильных и беспроводных сетей. Производит более миллиарда чипов в год. Среди продуктов — высокопроизводительные процессоры общего назначения, широкополосные и беспроводные приёмопередатчики, контроллеры памяти. Поставляла Wi-Fi-чипы для смартфонов Apple iPhone первого поколения (2007).
Выручка за 2022/23 финансовый год составила 5,92 млрд долларов. По назначению продукции комплектующие для дата-центров принесли 41 % выручки, для корпоративных сетей — 23 %, для оборудования операторов связи — 18 %, для потребительской электроники — 12 %, для автомобильной и промышленной электроники — 6 %. Основными рынками сбыта были КНР (42 % выручки), США (12 %), Малайзия (7 %), Таиланд (7 %), Сингапур (6 %), Тайвань (5 %), Япония (4 %), Финляндия (3 %), Филиппины (3 %).

## Поглощения

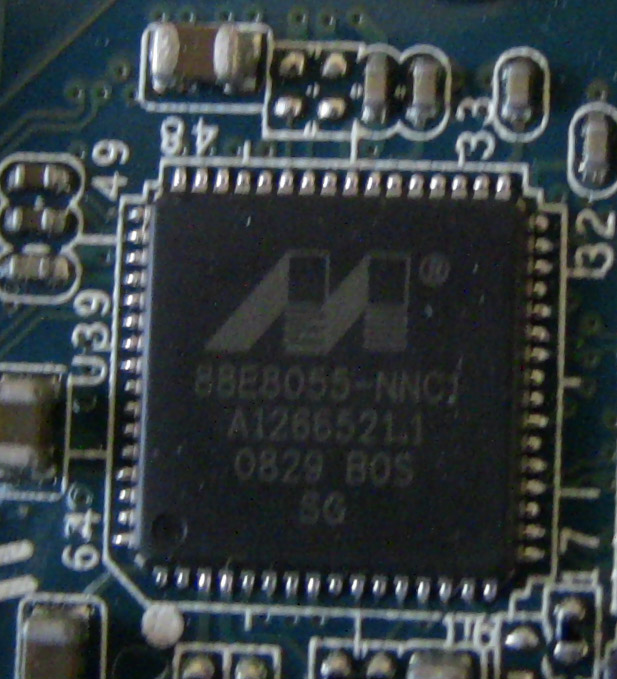
Marvell Yukon — гигабитный Ethernet-контроллер для ноутбука Sony Vaio серии FW

| Дата         | Приобретенные компании                                                                     | компетенция | Стоимость                                  |
| ------------ | ------------------------------------------------------------------------------------------ | --- | ------------------------------------------ |
| Октябрь 2000 | Galileo Technology                                                                         | Сетевые коммутаторы, системные контроллеры | 2,7 млрд долларов (акциями)                |
| Июнь 2002    | SysKonnect                                                                                 | Сетевое оборудование |                                            |
| Февраль 2003 | Radlan                                                                                     | Встроенное сетевое программное обеспечение | 49,7 млн долларов                          |
| Август 2005  | Подразделение HDD-микроконтроллеров от QLogic                                              | Микроконтроллеры для жестких дисков и стримеров                                                                                                   | 180 млн долларов + 45 млн долларов акциями |
| Декабрь 2005 | Подразделение SOC от UTStarcom                                                             | Беспроводная сеть (3G) | 24 млн долларов                            |
| Февраль 2006 | Подразделение Printer ASIC от Avago                                                        | ASIC-микросхемы для принтеров | 240 млн долларов                           |
| Июль 2006    | Коммуникационное подразделение Intel                                                       | Коммуникационные технологии и мобильные ARM-процессоры серии Intel XScale                                                                         | 600 млн долларов                           |
| Январь 2008  | PicoMobile Networks                                                                        | Программное обеспечение для IWLAN и IMS |                                            |
| Август 2010  | Diseño de Sistemas en Silicio S.A. («DS2»)                                                 | Коммуникационные микросхемы для PLC |                                            |
| Январь 2012  | Xelerated                                                                                  | Сетевые процессоры |                                            |
| Июль 2018    | Cavium                                                                                     | Многоядерные процессоры ARM-архитектуры и активы компании QLogic (фирменные сетевые решения, сетевые решения для СХД и решения для защиты данных) | 6 млрд долларов (наличными и акциями)      |
| Май 2019     | Aquantia Corporation                                                                       | Микроконтроллеры Multi-Gig 2,5G/5G/10G Ethernet                                                                                                   | 450 млн долларов (наличными)               |
| Май 2019     | Avera Semiconductor (дочернее подразделение GlobalFoundries полученное от IBM в 2015 году) | Заказные ASIC для беспроводной и проводной сетевой инфраструктуры                                                                                 | 650 млн долларов (наличными)               |
| Апрель 2021  | Inphi Corporation                                                                          | Смешанные аналогово-цифровые схемы | 8,2 млрд долларов                          |
| Октябрь 2021 | Innovium                                                                                   | Шлюзы для сетей дата-центров | 1,1 млрд долларов-                         |